# نوابیغ
نوابیغ اصطلاح شوخی‌آمیزی است که در اصطلاح ریاضی‌کاران ایرانی به کسانی گفته می‌شود که سعی در حل مسئله‌های غیرممکن یا بسیار دشوار ریاضیات دارند.
البته توجه این افراد به مسائل، ممکن است باعث روشن شدن زاویه‌ای تازه‌تر از موضوع شود.
عفت چهره‌گشا و عبادالله محمودیان، نویسندگان مقالهٔ «نوابیغ»، این عده را به چند دسته تقسیم می‌کنند:
- کسانی که سعی می‌کنند ناممکن‌ها را ممکن سازند: کسانی که سعی در حل مسائلی چون تثلیث زاویه، تربیع دایره یا تضعیف مکعب دارند[۲] یا تلاش می‌کنند موتور بدون سوخت بسازند.[۳][۴]
- مدعیان حل مسئله‌های حل‌نشدهٔ معروف: کسانی که تلاش می‌کنند مسئله‌های دشوار ریاضی را، از قبیل فرضیه گلدباخ یا فرمول برای تولید نامحدود اعداد اول، با روش‌های ابتدایی حل کنند.
- بنیان‌گذاران نظریه‌های بی‌اساس: کسانی که می‌خواهند نظریه‌هایی را که ربطی به ریاضیات ندارند با استفاده از ریاضیات حل کنند. از جمله این نظریه‌ها می‌توان به اثبات وحدانیت خدا، نامرئی کردن فیزیکی اشیاء و مانند این‌ها اشاره کرد.
  - رد کنندگان اصول اثبات شده: افرادی که تلاش می‌کنند اصول اثبات شده ریاضی و فیزیک را نقض کنند، مانند ادعای درست نبودن مقدار عدد پی[۲] یا نادرست بودن قانون اول ترمودینامیک.[۵][۶]